# Дейвид Байрън
Дейвид Байрън (на английски: David Byron) е британски рокмузикант – вокалист, роден през 1947 година, починал през 1985 година.
Името му добива световна слава като вокалист на т.нар. класически състав на рок групата Юрая Хийп през 1970-те години. Въпреки изключителните си способности като певец и силно сценично присъствие, Байрън е отстранен от групата през 1976 година поради задълбочаващите се злоупотреби с алкохол, което в крайна сметка го довежда до преждевременната му смърт през 1985 година.

## Биография и кариера
Роден като Дейвид Гарик на 29 януари 1947 година в графство Есекс, Англия, първите появи на Байрън са с кратко просъществувалата група Сталкърс (Stalkers). След разпада ѝ заедно с китариста Мик Бокс сформират нова формация под името Спайс (Spice), която впоследствие се назовава Юрая Хийп, набирайки голяма популярност в Европа и Америка и превръщайки се в еталон за зараждащите се хардрок и хевиметъл стилове, заедно с групи като Дийп Пърпъл, Лед Цепелин и Блек Сабат. През 1975 година, на върха на кариерата с Юрая Хийп, Байрън записва соловия албум Take No Prisoners. Година по-късно, след десет издадени албума с Хийп, Байрън е освободен от групата поради неспособността му да се справи с пристрастяването към алкохола. Веднага след това, той прави опит за сформиране на група под името Раф Даймънд заедно с бившия китарист на Humble Pie – Clem Clempson и Джеф Бритон бивш барабанист на Уингс. Формацията се оказва неуспешна и се разпада след издаването на единствения си албум през 1977 година. Байрън отново опитва старт на солова кариера с втори солов албум Baby Faced Killer (1978), също оказал се неуспешен. Последният опит на вокалиста е събиране на нова група под името Байрън Бенд заедно с китариста Робин Джордж, издавайки албума On the Rocks (1981). Проблемите на музиканта с алкохола стават все по-сериозни, като кариерата му почти напълно замира. На 28 февруари 1985 година, Дейвид Байрън е намерен мъртъв в дома си в Рединг.

## Дискография

### Солови албуми
- Take No Prisoners – 1975
- Baby Faced Killer – 1978
- That Was Only Yesterday - The Last EP – записан през 1984 година, издаден през 2008 година

### Байрън Бенд
- On the Rocks – 1981
- Lost and Found – записан през 1980 – 82, издаден през 2003 година

### Юрая Хийп
- Very 'eavy... Very 'umble – 1970
- Salisbury – 1971
- Look at Yoursel  – 1971
- Demons and Wizards – 1972
- The Magician's Birthday – 1972
- Uriah Heep Live – 1973
- Sweet Freedom – 1973
- Wonderworld – 1974
- Return to Fantasy – 1975
- High and Mighty – 1976
- Live at Shepperton '74 – записан през 1974 година, издаден през 1986 година
- The Lansdowne Tapes – записан през 1969 – 71 година, издаден през 1993 година

### Раф Даймънд
- Rough Diamond – 1977